# Luis Florido
Luis Florido est un administrateur et homme politique vénézuélien, né à Barquisimeto (État de Lara) le 18 septembre 1966. Membre fondateur du parti Volonté populaire, il a été président de la commission de politique extérieure à l'Assemblée nationale du Venezuela de 2016 à 2018, chambre dont il est l'un des députés depuis janvier 2016. Il est également député au parlement latino-américain. En 2018, il obtient la nationale espagnole.

## Biographie
Luis Florido est diplômé en administration et a une maîtrise de gestion.
En 2011, il est candidat au poste de coordinateur national du parti Volonté populaire au cours d'élections qui voient la victoire de Leopoldo López. Aux élections législatives de 2015, il est élu député à l'Assemblée nationale du Venezuela et entre en poste en janvier de l'année suivante. 
En août 2017, il est candidat au gouvernorat de l'État de Lara mais échoue face à Carmen Meléndez, du Parti socialiste unifié du Venezuela (PSUV).
En octobre 2018, il obtient la nationalité espagnole. 
En mai 2019, il annonce s'être réfugié en Colombie voisine pour échapper à la répression qui succède au soulèvement manqué du 30 avril contre le président Nicolas Maduro.

## Sources
- (es) Cet article est partiellement ou en totalité issu de l’article de Wikipédia en espagnol intitulé « Luis Florido » (voir la liste des auteurs).